# وارقة
الوارقة (الاسم العلمي: Phyllium) هي جنس من الحشرات تتبع فصيلة الوارقات من رتبة الشبحيات.

## أنواع الوارقة
- وارقة أنيقة
- وارقة تيبتية
- وارقة مقطعة
- وارقة ذنبية
- وارقة سعفية
- وارقة سولاوسية
- وارقة صينية
- وارقة عملاقة
- وارقة فلبينية
- وارقة قصيرة الريش
- وارقة يونانية